# آلبا باپتیستا
آلبا باپتیستا (انگلیسی: Alba Baptista؛ زادهٔ ۱۰ ژوئیه ۱۹۹۷) بازیگر پرتغالی است. او فعالیت حرفه‌ای خود را در سال ۲۰۱۴ با مجموعهٔ Jardins Proibidos در پرتغال آغاز و سپس در چندین مجموعهٔ تلویزیونی دیگر در این کشور به ایفای نقش پرداخت.
باپتیستا از ۲۰۲۰ تا ۲۰۲۲ نقش اصلی مجموعهٔ راهبه جنگجو از شبکهٔ نتفلیکس را بازی کرد که نخستین نقش انگلیسی‌زبان او بود.

## زندگی‌
باپتیستا در شهر لیسبون در پرتغال به دنیا آمده‌است. مادر آلبا یک مترجم پرتغالی است که در برزیل با یک مهندس اهل ریودوژانیرو آشنا و با او ازدواج کرده‌است. بپتیستا در حوالی ۱۵ سالگی تصمیم گرفت بازیگر شود. او در سال ۲۰۲۳ با بازیگر آمریکایی کریس ایوانز ازدواج کرد.

## حرفه
باپتیستا در ۱۶ سالگی برای اولین بار در فیلم کوتاه میامی ساخته سیمآو کایات در نقش اصلی ظاهر شد. او برای عملکردش در این فیلم توانست جایزه بهترین بازیگر زن را از جشنواره Ibérico de Ciné دریافت کند. باپتیستا در سال‌های پس از آن فعالیت بیشتری در دنیای سینما و تلویزیون در کشور پرتغال داشت و در سه سریال پرطرفدار این کشور به ایفای نقش پرداخت. او همچنین در فیلم‌های سینمایی نظیر Caminhos Magnétykos و Equinócio نیز حضور پیدا کرده‌است. اما مهم‌ترین فیلم او فاتیما است که در سال ۲۰۲۰ پخش شده‌است. باپتیستا در این فیلم در کنار ژواکیم دی آلمیدا، گوران ویسنجیک، هاروی کایتل و سونیا براگا به ایفای نقش پرداخته‌است. باپتیستا همچنین در سریال راهبه جنگجو از شبکهٔ نتفلیکس نقش اصلی را داشت.

## فیلم‌شناسی

### فیلم
| سال  | عنوان                    | نقش            | توضیحات    |
| ---- | ------------------------ | -------------- | ---------- |
| ۲۰۱۲ | Amanhã é um Novo Dia     |                | فیلم کوتاه |
| ۲۰۱۴ | میامی                    | راکل           | فیلم کوتاه |
| ۲۰۱۸ | فلوتار                   |                | فیلم کوتاه |
| ۲۰۱۸ | لویانو                   | کارولینا       |            |
| ۲۰۱۸ | Equinócio                |                | فیلم کوتاه |
| ۲۰۱۸ | Linhas de Sangue         | السا اشنایدر   |            |
| ۲۰۱۸ | Caminhos Magnétykos      | کاتارینا       |            |
| ۲۰۱۸ | سامرفست                  | لاورا          | فیلم کوتاه |
| ۲۰۱۸ | نِرو                      | کلارا          | فیلم کوتاه |
| ۲۰۱۹ | Imagens Proibidas        | کاتارینا       |            |
| ۲۰۱۹ | پاتریک                   | مارتا          |            |
| ۲۰۲۰ | فاتیما                   | دختر خانم لوپز |            |
| ۲۰۲۲ | خانم هریس به پاریس می‌رود | ناتاشا         |            |
| ۲۰۲۲ | Nunca Nada Aconteceu     | ماریا          |            |
| ۲۰۲۳ | فرزندان آملیا            | آملیا          |            |

### تلویزیون
| سال       | عنوان             | نقش            | توضیحات  |
| --------- | ----------------- | -------------- | -------- |
| ۲۰۱۴–۲۰۱۵ | Jardins Proibidos | اینس کوریا     | نقش اصلی |
| ۲۰۱۶–۲۰۱۷ | A Impostora       | بتریز وارلا    | نقش اصلی |
| ۲۰۱۷      | Filha da Lei      | سارا           | نقش اصلی |
| ۲۰۱۷      | Madre Paula       | آنا            | نقش ثابت |
| ۲۰۱۷      | A Criação         | راتینیا        | نقش اصلی |
| ۲۰۱۷      | Sim, Chef!        | سونیا          | یک قسمت  |
| ۲۰۱۸      | País Irmão        | مالهر دیواینال | یک قسمت  |
| ۲۰۱۷–۲۰۱۸ | Jogo Duplo        | لئونور نِوِس     | نقش اصلی |
| ۲۰۲۰–۲۰۲۲ | راهبه جنگجو       | ایوا سیلوا     | نقش اصلی |